# Pseudanthonomus
Pseudanthonomus är ett släkte av skalbaggar. Pseudanthonomus ingår i familjen vivlar.

## Dottertaxa tillPseudanthonomus, i alfabetisk ordning[1]
- Pseudanthonomus apionoides
- Pseudanthonomus bellus
- Pseudanthonomus brunneus
- Pseudanthonomus canescens
- Pseudanthonomus carinulatus
- Pseudanthonomus crataegi
- Pseudanthonomus cretaceus
- Pseudanthonomus crinitus
- Pseudanthonomus curvicrus
- Pseudanthonomus facetus
- Pseudanthonomus griseipilis
- Pseudanthonomus guttatus
- Pseudanthonomus hamamelidis
- Pseudanthonomus hispidus
- Pseudanthonomus incipiens
- Pseudanthonomus indignus
- Pseudanthonomus inermis
- Pseudanthonomus krameriae
- Pseudanthonomus lituratus
- Pseudanthonomus longulus
- Pseudanthonomus meridionalis
- Pseudanthonomus mixtus
- Pseudanthonomus nanus
- Pseudanthonomus nubilosus
- Pseudanthonomus parvulus
- Pseudanthonomus puncticollis
- Pseudanthonomus pusillus
- Pseudanthonomus relictus
- Pseudanthonomus rufotestaceus
- Pseudanthonomus rufulus
- Pseudanthonomus seriatus
- Pseudanthonomus seriesetosus
- Pseudanthonomus sylvaticus
- Pseudanthonomus tomentosulus
- Pseudanthonomus tomentosus
- Pseudanthonomus validus